# Scharneburen
Scharneburen, en frison Skarnebuorren, est un hameau situé dans la commune néerlandaise de Súdwest Fryslân, dans la province de la Frise.